# ATV Offroad Fury 3
ATV Offroad Fury 3 es un videojuego de carreras para la consola PlayStation 2. Es la tercera entrega en la serie de juegos ATV Offroad Fury y ofrece por primera vez equipamiento completamente personalizable, por ejemplo se puede usar un casco Answer, mientras se usan guantes Moose y botas AXO. También permite elegir el color de todo el equipamiento entre una amplia gama de tonos, se puede asimismo sincronizar los colores del ATV con colores del equipamiento, o viceversa. Tiene gran cantidad de mapas y características, incluyendo modos "freestyle" y de competición. Un conjunto de mapas están disponibles tanto para aficionados como para pro.

## Banda sonora
| Artist                              | Song                                           |
| ----------------------------------- | ---------------------------------------------- |
| Acceptance                          | Permanent                                      |
| Melissa Auf der Maur                | Skin Receiver                                  |
| Bootsy Collins feat. D-M.A.U.B.     | Wild Ride                                      |
| Borialis                            | Mightier Than The Sword                        |
| Boss Martians                       | Opportunistic Girl                             |
| Chevelle                            | Tug-O-War                                      |
| Coheed and Cambria                  | A Favor House Atlantic                         |
| Crossfade                           | So For Away                                    |
| Dity Americans                      | Burn You Down                                  |
| Eighteen Visions                    | Waiting For The Heavens                        |
| Future Leaders Of The World         | Kill Pop                                       |
| Future Leaders Of The World         | Make You Believe                               |
| Good Charlotte                      | Predictable                                    |
| Jason Nevins                        | Stay Down Sucka                                |
| Joan Jett                           | Bad Reputation                                 |
| Keith Urban                         | Rollercoaster                                  |
| Kill Radio                          | Do You Know (Knife In Your Back)               |
| Less Than Jake                      | Motown Never Sounded So Good                   |
| Less Than Jake                      | Surrender                                      |
| Lostprophets                        | We Still Kill The Old Way                      |
| Midtown                             | So Long As We Keep Our Bodies Nump, We're Safe |
| The Mooney Suzuki                   | Alive & Amplified                              |
| Mr.Natural                          | Cold Rock Ya Body                              |
| Mr.Natural                          | Rollin' On                                     |
| Pepe Deluxe                         | Samali Fever                                   |
| Red Tape                            | Dive Bomb                                      |
| Red Tabpe                           | Golden                                         |
| Robert Randolph and The Family Band | Squeeze                                        |
| Slipknot                            | Duality                                        |
| Soulfly                             | Defeat U (Instrumental)                        |
| Spiderbait                          | Cows                                           |
| Steriogram                          | On And On                                      |
| Steriogram                          | Schmack!                                       |
| The Distillers                      | Beat Your Heart Out                            |
| Thornley                            | Easy Comes                                     |
| Ween                                | It's Gonna Be A Long Night                     |